# Гримм (1-й сезон)
Первый сезон фэнтезийного драматического сериала «Гримм», премьера которого состоялась на канале NBC 28 октября 2011 года, а заключительная серия вышла 18 мая 2012 года, состоит из 22 эпизодов. Шоу было создано Дэвидом Гринуолтом, Джимом Коуфом и Стивеном Карпентером и рассказывает о детективе Нике Бёркхардте из отдела убийств, который узнаёт, что является потомком группы охотников, известных как «Гриммы». Им дарована возможность видеть в людях «Существ» и они сражаются за то, чтобы сохранить человечество в безопасности от этих сверхъестественных сущностей.

## В ролях

### Основной состав
- Дэвид Джинтоли — Ник Бёркхардт (22 эпизода)
- Расселл Хорнсби — Хэнк Гриффин (22 эпизода)
- Битси Таллок — Джульетта Силвертон (22 эпизода)
- Сайлас Уэйр Митчелл — Монро (22 эпизода)
- Саша Ройз — капитан Шон Ренар (22 эпизода)
- Реджи Ли — сержант Дрю Ву (20 эпизодов)

### Второстепенный состав
- Клэр Коффи — Адалинда Шейд (8 эпизодов)
- Шарон Сакс — доктор Харпер (6 эпизодов)
- Бри Тёрнер — Розали Калверт (5 эпизодов)
- Дэнни Бруно — Бад Вурстнер (5 эпизодов)
- Кейт Бертон — Мари Кесслер (2 эпизода)
- Джессика Так — Кэтрин Шейд (1 эпизод)
- Мэри Элизабет Мастрантонио — Келли Бёркхардт (1 эпизод)

## Эпизоды
| № общий | № в сезоне | Название                                               | Режиссёр       | Автор сценария                                                                                 | Дата премьеры   | Произв. код | Зрители в США (млн) |
| --- | ---------- | ------------------------------------------------------ | -------------- | ---------------------------------------------------------------------------------------------- | --------------- | ----------- | ------------------- |
| 1 | 1          | «Pilot» «Пилотная серия»                               | Марк Баклэнд   | История: Дэвид Гринуолт, Джим Коуф и Стефан Карпинтер Телесценарий: Дэвид Гринуолт и Джим Коуф | 28 октября 2011 | 101         | 6,56                |
| После таинственного и жестокого убийства девушки из местного колледжа Портленда, детектив Николас Бёркхардт обнаружил, что он является потомком охотников на сверхъестественные силы, известных как «Гриммы», которые должны сохранять равновесие между человечеством и мифологическими существами. Он пытается скрыть то, кто он, от его невесты, Джульетты Сильвертон, и напарника, Хэнка Гриффина. С помощью бывшего «большого плохого волка», Монро, Ник должен спасти девочку, похищенную другим волком. Открывающая цитата: «„Славная девочка“, — подумал про себя волк, — „Какой лакомый кусочек…“» |            |                                                        |                |                                                                                                |                 |             |                     |
| 2 | 2          | «Bears Will Be Bears» «Медведи остаются медведями»     | Норберто Барба | Дэвид Гринуолт и Джим Коуф                                                                     | 4 ноября 2011   | 102         | 6,01                |
| Ник и Хэнк расследуют дело о проникновении со взломом, при котором бесследно исчез один из вломившихся, мужчина по имени Рокки. Его девушка уверена, что его похитили неожиданно вернувшиеся обитатели дома. Улики приводят детективов к таинственной семье с происхождением, стирающим грань между добром и злом. На тетю Мари опять нападают, и Ник просит Эдди Монро охранять её. Открывающая цитата: «Она посмотрела в окно, а потом заглянула в замочную скважину и, никого не увидев в доме, подняла засов».                                                                                         |            |                                                        |                |                                                                                                |                 |             |                     |
| 3 | 3          | «Beeware» «Берегись пчёл»                              | Дарнелл Мартин | Кэмерон Литвак и Таня Сент-Джон                                                                | 11 ноября 2011  | 103         | 5,19                |
| Ника и Хэнка вызывают, когда невинный флэш-моб приводит к ужасному убийству. По мере того, как Ник углубляется в расследование, он узнаёт больше о своей уникальной семейной истории и оказывается перед выбором, когда ему и Хэнку поручают защитить тёмного персонажа из его недалёкого прошлого. Открывающая цитата: «Однажды она ужалит тебя. Так нежно, что ты даже не почувствуешь этого. Пока не упадёшь мёртвым…» |            |                                                        |                |                                                                                                |                 |             |                     |
| 4 | 4          | «Lonelyhearts» «Одинокие сердца»                       | Майкл Ваксман  | Алан Ди Фиоре и Дэн Е. Фесман                                                                  | 18 ноября 2011  | 104         | 5,44                |
| Пытающийся распутать странную цепочку смертей и исчезновений женщин, Ник отправляет Монро следить за подозреваемым-гипнотизёром. Тем временем появляется незнакомец, который жаждет отомстить за смерть своего друга от руки Гримма, но на его пути становится капитан Ренард. Открывающая цитата: «Здесь она остановилась, размышляя… но соблазн был настолько велик, что она не смогла его преодолеть». |            |                                                        |                |                                                                                                |                 |             |                     |
| 5 | 5          | «Danse Macabre» «Пляска смерти»                        | Дэвид Соломон  | Дэвид Гринуолт и Джим Коуф                                                                     | 8 декабря 2011  | 105         | 4,09                |
| Изъеденное крысами тело учителя музыки находят в автомобиле на парковке. В убийстве обвиняют студента, которого недавно исключили из школы. Ник встречает новый вид существ — падальщиков. Открывающая цитата: «Они выбегали из дверей, окон и сточных канав, крысы разных размеров, и все следовали за дудочкой». |            |                                                        |                |                                                                                                |                 |             |                     |
| 6 | 6          | «The Three Bad Wolves» «Три злых волка»                | Кларк Матис    | Нарен Шанкар и Сара Голдфингер                                                                 | 9 декабря 2011  | 106         | 5,43                |
| Ник занимается делом о взрыве в доме, хозяин которого чудом остаётся жив. В ходе расследования выясняется, что подобным образом месяц назад погиб брат пострадавшего. Нику и его напарнику остаётся связать воедино все улики и найти виновного. А Эдди Монро встречается с друзьями из своего дикого прошлого. Открывающая цитата: «„Поросёнок, поросёнок, впусти меня“, — сказал волк поросёнку. „Ни за что на свете!“» |            |                                                        |                |                                                                                                |                 |             |                     |
| 7 | 7          | «Let Your Hair Down» «Брось мне косу свою»             | Холли Дэйл     | Сара Голдфингер и Нарен Шанкар                                                                 | 16 декабря 2011 | 107         | 5,16                |
| Ник и Хэнк расследуют убийство в лесу. На месте убийства обнаруживают улики, связанные с пропавшей 9 лет назад девочкой. Ник должен обратиться к Монро за помощью, когда выясняется, что она — не человек. Открывающая цитата: «Колдунья была так жестокосердна, что выгнала бедную девушку в глухой лес, где той пришлось жить в нищете и убожестве». |            |                                                        |                |                                                                                                |                 |             |                     |
| 8 | 8          | «Game Ogre» «Игра огра»                                | Теренс О’Хара  | Кэмерон Литвак и Таня Сент-Джон                                                                | 13 января 2012  | 108         | 4,65                |
| Череда жестоких убийств сводит Ника и Хэнка с человеком, который недавно сбежал из тюрьмы. Его нечеловеческая сила и высокий болевой порог вызывают подозрения Ника. Открывающая цитата: «Фи-фай-фо-фам, дух британца чую там». |            |                                                        |                |                                                                                                |                 |             |                     |
| 9 | 9          | «Of Mouse and Man» «О мышах и людях»                   | Омар Мадха     | Алан Ди Фиоре и Дэн Е. Фесман                                                                  | 20 января 2012  | 109         | 5,92                |
| Расследуя ужасное убийство, Ник узнаёт, что в безобидном на первый взгляд жителе может скрываться потенциальный монстр, берущий корни из его мрачного детства. Тем временем Монро послано тревожное сообщение от сообщества существ, которые начинают задаваться вопросом, лежат ли его приоритеты с ними или с Гриммом. Открывающая цитата: «Я вынужден не пищать подобно благодарной и испуганной мышке, а рычать…» |            |                                                        |                |                                                                                                |                 |             |                     |
| 10 | 10         | «Organ Grinder» «Мясорубка»                            | Кларк Мэтис    | Акела Купер и Спиро Скентзос                                                                   | 3 февраля 2012  | 110         | 4,79                |
| Когда бездомная молодёжь Портленда начинает пропадать, Ник раскрывает грязный чёрный рынок, поставляющий в мир существ человеческие органы для разных эликсиров. По мере того, как расследование продолжается, Ник и Джульетта оказывают поддержку бездомным брату и сестре, Хэнсону и Грейси, чьи друзья пропали без вести. Открывающая цитата: «Мы увидим крошки хлеба… и они покажут нам путь домой». |            |                                                        |                |                                                                                                |                 |             |                     |
| 11 | 11         | «Tarantella» «Тарантелла»                              | Питер Уэрнер   | Алан Дифьоре и Дэн Э. Фесман                                                                   | 10 февраля 2012 | 111         | 5,30                |
| Ник и Хэнк разыскивают опасного сердцееда. Тем временем рост популярности Ника в мире необычных существ начинает угрожать не только его безопасности, но также и Джульетте, и, возможно, настало время, чтобы принять меры по её охране. Открывающая цитата: «Жрица немедленно обратилась в чудовищного паука-гоблина, и воин оказался прочно опутан её паутиной». |            |                                                        |                |                                                                                                |                 |             |                     |
| 12 | 12         | «Last Grimm Standing» «Последний настоящий Гримм»      | Майкл Уоткинс  | История: Кэмерон Литвак и Таня Сент-Джон Телесценарий: Нарен Шанкар и Сара Голдфингер          | 24 февраля 2012 | 112         | 4,79                |
| Расследование убийства приводит Ника в бойцовский клуб, где на арене дерутся не люди, а существа, а проигрыш означает смерть. Открывающая цитата: «Звери были выпущены на арену, и среди них был зверь, огромный и свирепый. Тогда раб был брошен внутрь». |            |                                                        |                |                                                                                                |                 |             |                     |
| 13 | 13         | «Three Coins In a Fuchsbau» «Три монетки в рыжехвосте» | Норберто Барба | Дэвид Гринуолт и Джим Коуф                                                                     | 2 марта 2012    | 113         | 5,30                |
| Провалившееся ограбление ювелирного магазина заканчивается убийством, которое заставляет Ника и Хэнка погрузиться в охоту за очень редкими и могущественным монетами, под влияние которых попадают Хэнк и капитан Ренард. Открывающая цитата: «Для меня не существует ни замков, ни засовов, всё, что я хочу, — моё». |            |                                                        |                |                                                                                                |                 |             |                     |
| 14 | 14         | «Plumed Serpent» «Пернатый змей»                       | Стивен ДеПол   | Алан Дифьоре и Дэн Э. Фесман                                                                   | 9 марта 2012    | 114         | 5,15                |
| Расследование убийства приводит Ника в мир огненных танцев, где он сталкивается с Ариэль Эберхарт, дочерью огнедышащего, подозреваемого в убийстве нескольких человек. С помощью Монро Ник должен выяснить, сможет ли он расследовать дело без опасности для своих близких и не подгорев сам. Открывающая цитата: «Сказал дракон: „Много рыцарей сложило здесь своих голов, и с тобой я тоже управлюсь“, — и дыхнул пламенем из своих семи пастей». |            |                                                        |                |                                                                                                |                 |             |                     |
| 15 | 15         | «Island of Dreams» «Остров грёз»                       | Роб Бэйли      | Стивен Карпентер и Дэвид Гринуолт                                                              | 30 марта 2012   | 115         | 4,15                |
| После неприятного убийства рыжехвоста, владеющего магазинчиком специй, Ник объединяет силы с Монро, чтобы помочь раскрыть убийство. Когда сестра владельца магазина Розали приезжает в город, Ник думает, что, возможно, нашёл нового союзника из мира существ. Тем временем капитан Ренард поручает Адалинде наложить проклятие на Хэнка. А сержант Ву невольно становится вовлечённым в подлый план ведьмы. Открывающая цитата: «Вскоре он был настолько влюблён в дочь ведьмы, что не мог думать ни о чём другом. Он жил светом её глаз и с удовольствием сделал бы всё, что бы она ни попросила».      |            |                                                        |                |                                                                                                |                 |             |                     |
| 16 | 16         | «The Thing with Feathers» «Чудо в перьях»              | Дарнелл Мартин | Ричард Хэтем                                                                                   | 6 апреля 2012   | 116         | 4,45                |
| Ник делает всё возможное, чтобы запланировать романтический выезд для них с Джульеттой в попытке вернуть прежние отношения, но выходные с ней идут не по плану, когда он вмешивается в расследование нового дела. Открывающая цитата: «Пой, моя драгоценная золотая птичка, пой! Я повесил свою золотую туфельку на твою шейку». |            |                                                        |                |                                                                                                |                 |             |                     |
| 17 | 17         | «Love Sick» «Любовная горячка»                         | Дэвид Соломон  | Кэтрин Баттерфилд                                                                              | 13 апреля 2012  | 117         | 4,96                |
| Ник и Джульетта принимают приглашение пообедать с Хэнком и его спутницей, которой оказывается никто иная, как Адалинда Шейд — демоническая ведьма, которая пыталась убить тётю Мари. Тем временем капитан Ренард берёт дело в свои руки, когда его положению угрожает визит иностранных представителей его королевской родословной. Между тем Монро и Розали вынуждены действовать, ведь жизни Хэнка и сержанта Ву висят на волоске. Открывающая цитата: «Прости меня за то зло, которое я тебе сделала. Моя мать меня к тому вынудила, и всё это случилось против моей воли».                             |            |                                                        |                |                                                                                                |                 |             |                     |
| 18 | 18         | «Cat and Mouse» «Кошки-мышки»                          | Феликс Алькала | Хосе Молина                                                                                    | 20 апреля 2012  | 118         | 4,56                |
| Расследуя серию убийств, Ник и Хэнк узнают, что волна преступлений их подозреваемого началась ещё за границей. Когда Ник обнаруживает, что подозреваемый укрывается у Монро и Розали, он понимает, что охотится на борца за свободу, отчаянно пытающегося избежать тисков охотника за головами из мира существ. Открывающая цитата: «„Видно, с ним какое-нибудь несчастье случилось“, — сказал король и послал на другой день двух егерей на поиски его; они тоже назад не вернулись». |            |                                                        |                |                                                                                                |                 |             |                     |
| 19 | 19         | «Leave it to the Beavers» «Предоставьте это бобрам»    | Холли Дэйл     | Невин Дэншам                                                                                   | 27 апреля 2012  | 119         | 4,33                |
| Ник расследует смерть строителя, что приводит его к давнему конфликту в мире существа. Чувствуя незнакомую угрозу, подозреваемый берёт на себя вызов в город жнецов, чтобы раз и навсегда устранить Гримма. Между тем, Джульетта настаивает на том, чтобы Ник пригласил на ужин Монро, и вечер принимает интересный оборот. Открывающая цитата: «„Погоди“, — сказал тролль и выпрыгнул перед ним. — „Это мой мост. Плати, если хочешь перейти“». |            |                                                        |                |                                                                                                |                 |             |                     |
| 20 | 20         | «Happily Ever Aftermath» «Счастливые последствия»      | Теренс О’Хара  | Дэвид Гринуолт и Джим Коуф                                                                     | 4 мая 2012      | 120         | 4,73                |
| Ник и Хэнк вызваны, чтобы расследовать таинственную смерть богатой женщины после того, как её падчерица потеряла всё по схеме Понци. Тем временем Джульетта копается в загадочной смерти родителей Ника, чтобы помочь ему обрести облегчение. Открывающая цитата: «И жили они долго и счастливо». |            |                                                        |                |                                                                                                |                 |             |                     |
| 21 | 21         | «Big Feet» «Бигфут»                                    | Омар Мадха     | История: Алан Дифьоре и Дэн Э. Фесман Телесценарий: Ричард Хэтем                               | 11 мая 2012     | 121         | 4,45                |
| После того, как Джульетта становится свидетелем зверского убийства, Ник узнаёт, что подозреваемый — существо и друг Монро, страдает от таинственного состояния — неспособности полностью вернуться в человеческую форму. Эта проблема приводит их к врачу, который создал искусственный препарат для подавления стороны существа, но имеет ужасающие побочные эффекты. Между тем расследование принимает неожиданный оборот, когда Хэнк видит то, что не может объяснить. Открывающая цитата: «Он скинул с себя шкуру, её бросили в огонь, и он снова стал похож на настоящего человека».                  |            |                                                        |                |                                                                                                |                 |             |                     |
| 22 | 22         | «Woman in Black» «Женщина в чёрном»                    | Норберто Барба | Дэвид Гринуолт и Джим Коуф                                                                     | 18 мая 2012     | 122         | 5,10                |
| Следы убийства вновь заставляет Ника возобновить поиск золотых монет. Таинственная женщина в чёрном вмешивается в расследование Ника и Хэнка. А отношения Ника и Джульетты оказываются на распутье. Открывающая цитата: «Это не будет смерть, это будет сон на сотни лет, в который принцесса впадёт». |            |                                                        |                |                                                                                                |                 |             |                     |